# Günther Kieser
 (août 2025).
Günther Kieser, né le 24 mars 1930 à Kronberg im Taunus (Allemagne) et mort le 22 mars 2023 à Offenbach-sur-le-Main, est un graphiste et sculpteur allemand.